# Trichosanthes cordata
Trichosanthes cordata là một loài thực vật có hoa trong họ Cucurbitaceae. Loài này được Roxb. miêu tả khoa học đầu tiên năm 1832.